# طوم بوشامب
طوم بوشامب (بالإنجليزية: Tom Beauchamp)‏ هو فيلسوف أمريكي، ولد في 1939 في أوستن في الولايات المتحدة.